# Begonia aequatoguineensis
Espèce
Begonia aequatoguineensis est une espèce de plantes de la famille des Begoniaceae.
Ce bégonia est originaire de Guinée équatoriale. L'espèce a été décrite en 2010 par le botaniste Marc Simon Maria Sosef (né en 1960) et Norberto Nguema. L'épithète spécifique, aequatoguineensis, signifie « de Guinée équatoriale ».